# Rubus sanctae-hildegardis
Rubus sanctae-hildegardis är en rosväxtart som beskrevs av Matzk.. Rubus sanctae-hildegardis ingår i släktet rubusar, och familjen rosväxter. Inga underarter finns listade i Catalogue of Life.